# Kherua-Moschee

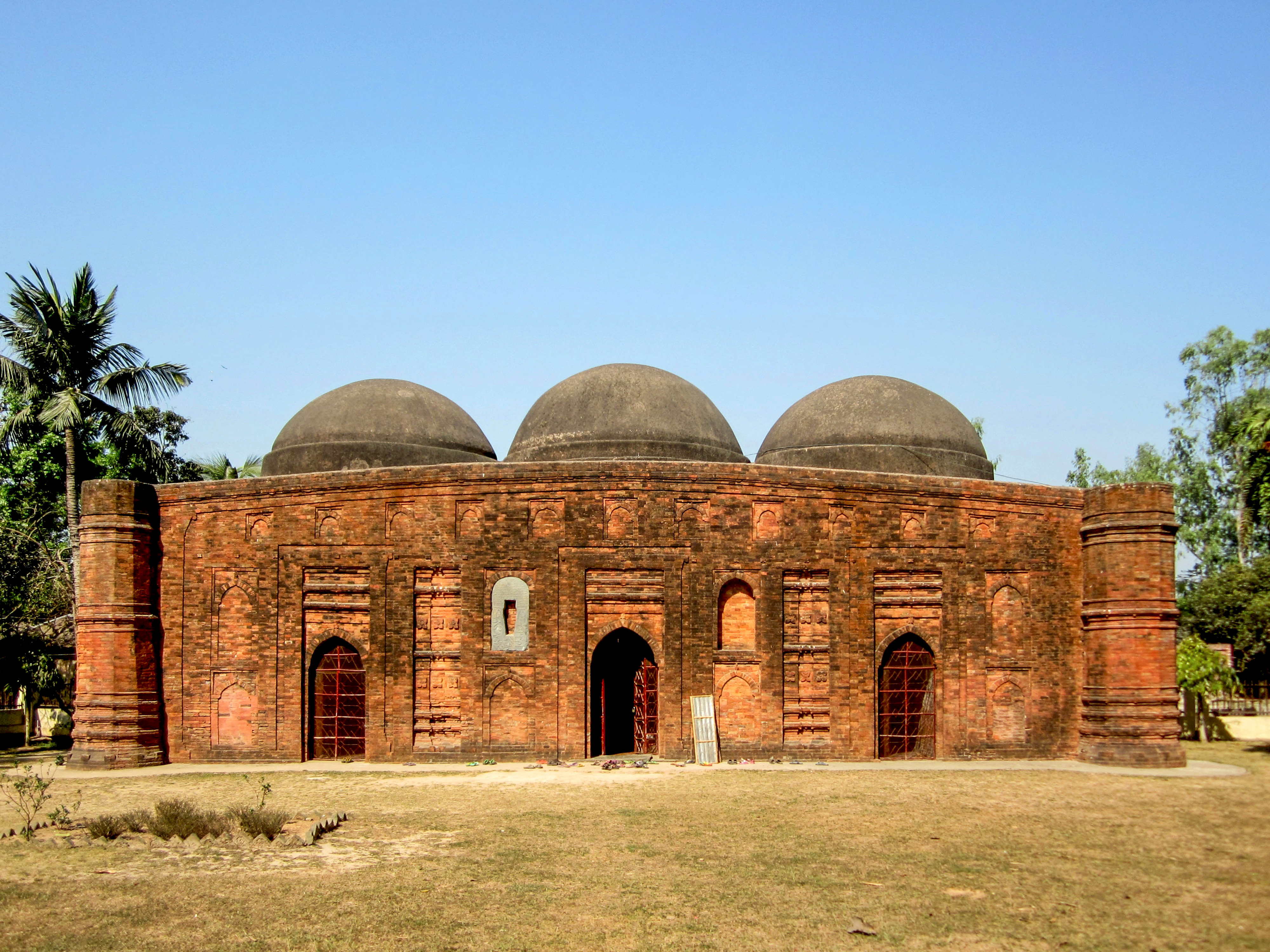
Kherua-Moschee (1582)

Die Kherua-Moschee (oder Kherua-Masjid; Bengali: খেরুয়া মসজিদ) ist eine der ältesten Moscheen Bengalens. In ihr vereinen sich Elemente der frühen Mogul-Architektur mit der bengalischen Tempelbaukunst.

## Lage
Die Kherua-Moschee liegt beim Dorf Khandakartola im Sherpur-Upazila im Distrikt Bogra in der Rajshahi-Division im Nordwesten Bangladeschs. Die nächstgrößeren Städte sind Sherpur (ca. 14 km nördlich) und Bogra (ca. 35 km nördlich). In der Nähe befand sich ehemals ein Militärlager vereinter bengalisch-afghanischer Rebellen gegen die in Delhi und Agra residierenden Moguln.

## Geschichte
Bauherr der im Jahr 1582 fertiggestellten Moschee war Mirza Murad Khan Qaqshal, ein Angehöriger des aus Afghanistan stammenden Qaqsal-Stammes, der es sich – zusammen mit den regionalen Mächten des von 1352 bis 1576 existierenden und von den Moguln annektierten Sultanats von Bengalen – zur Aufgabe gemacht hatte, die Moguln wieder von dort zu vertreiben, was jedoch nicht gelang.

## Architektur

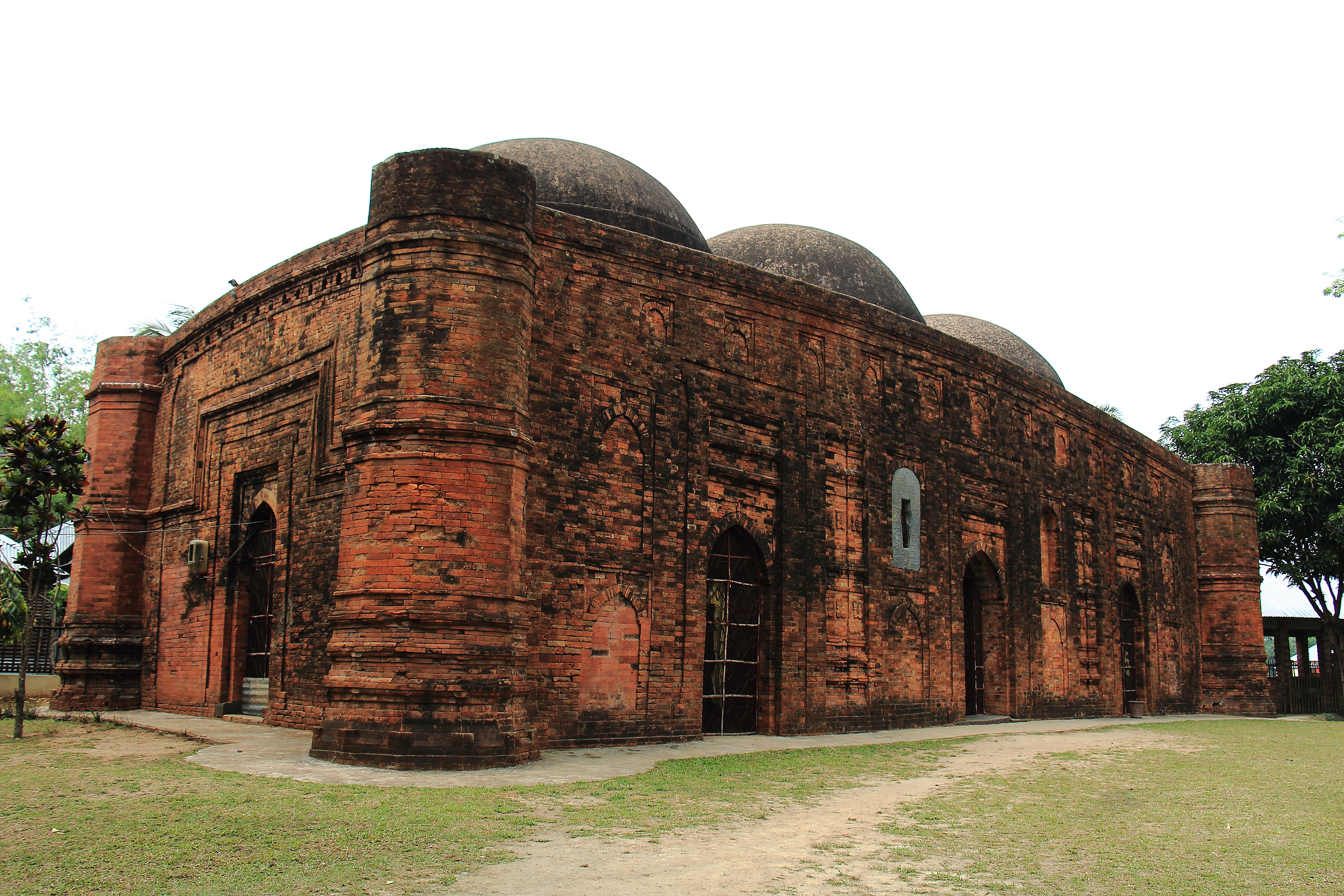
Kherua-Moschee

Das von ca. 1,80 m dicken Ziegelsteinmauern getragene Moscheegebäude (Außenmaße ca. 17,34 × 7,50 m; Innenmaße ca. 13,72 × 3,80 m) besteht nur aus einer dreigeteilten und von nicht gebauchten Kuppeln bedeckten Halle; beim Freitagsgebet versammelten sich die Soldaten auf der Freifläche davor. Das Dach der Moschee ist in den Ecken leicht hinuntergezogen, was der in Bengalen üblichen Dachform entspricht. In den Ecken des Bauwerks ragen vier Turmstümpfe über die Seitenfluchten hinaus, auf denen wohl geplante, aber letztlich nicht ausgeführte Minarette aufruhen sollten. Die drei Front- und zwei Seitenportale sind in das umgebende Mauerwerk eingelassen und von rechteckigen alfiz-Rahmen umgeben; zusätzliche Blendfenster lockern die Fassadengestaltung auf. Die rückwärtige Wand (qibla) ist nach Westen (Mekka) ausgerichtet; in ihr befinden sich drei nach außen nicht in Erscheinung tretende Nischen (mihrabs), aber keine Fensteröffnungen.